# Římskokatolická farnost Litenčice
Římskokatolická farnost Litenčice je územní společenství římských katolíků s farním kostelem svatého Petra a Pavla v děkanátu Kroměříž.

## Historie farnosti
První písemná zmínka o obci pochází z roku 1131. Nynější farní kostel byl vystavěn počátkem 18. století na místě kostela staršího.

## Duchovní správci
Současným administrátorem excurrendo je od července 2013 R. D. Mgr. Mariusz Karkoszka.

## Bohoslužby
| Kostel                | Místo     | Bohoslužba (den)           | Hodina                         | Poznámka     |
| --------------------- | --------- | -------------------------- | ------------------------------ | ------------ |
| svatého Petra a Pavla | Litenčice | neděle pátek (1. v měsíci) | 9:00 18:00 (zima)/17:00 (léto) | farní kostel |

## Aktivity ve farnosti
Ve farnosti se pravidelně koná tříkrálová sbírka.